# Oribatella superbula
Oribatella superbula är en kvalsterart som först beskrevs av Berlese 1904.  Oribatella superbula ingår i släktet Oribatella och familjen Oribatellidae.

## Underarter
Arten delas in i följande underarter:
- O. s. superbula
- O. s. longisetosa